# Gran Premio di San Marino 2003
Il Gran Premio di San Marino è stato un Gran Premio di Formula 1 disputato il 20 aprile 2003, quarta prova del Mondiale 2003. La gara fu vinta da Michael Schumacher su Ferrari, davanti a Kimi Räikkönen su McLaren - Mercedes e al compagno di squadra Rubens Barrichello.

## Vigilia

### Aspetti tecnici
Tutte le scuderie montarono delle prese d'aria dei freni di dimensioni maggiori del consueto, in modo da migliorarne il raffreddamento viste le numerose brusche frenate che caratterizzano il circuito imolese, tra i più impegnativi del mondiale per l'impianto frenante.
Per il resto, la Ferrari decise di non anticipare il debutto della F2003GA, previsto per il successivo Gran Premio di Spagna, correndo anche in questa occasione con la F2002. La Williams fu la scuderia che portò il maggior numero di novità tecniche, introducendo un nuovo profilo estrattore e delle nuove ciminiere, di dimensioni più ridotte rispetto a quelle impiegate a Interlagos. Renault e Minardi impiegarono dei nuovi alettoni anteriori, quello della scuderia italiana caratterizzato da un andamento sinuoso mentre il precedente aveva un vistoso scalino nella parte centrale.
Infine, la Jordan applicò dei rinforzi alla sospensione anteriore, che aveva ceduto sulla vettura di Firman nella gara precedente.

## Prove libere

### Resoconto
La Minardi schierò una terza vettura nella sessione di test privati del venerdì mattina, affidandola al collaudatore Matteo Bobbi. Anche la Renault confermò la presenza del collaudatore Allan McNish, che aveva già girato anche nelle gare precedenti.

### Risultati
I tempi migliori nelle prove libere di venerdì mattina furono i seguenti:
| Pos | Nº | Pilota             | Costruttore       | Tempo    |
| --- | -- | ------------------ | ----------------- | -------- |
| 1   | 4  | Ralf Schumacher    | Williams - BMW    | 1'21"335 |
| 2   | 3  | Juan Pablo Montoya | Williams - BMW    | 1'21"409 |
| 3   | 14 | Mark Webber        | Jaguar - Cosworth | 1'22"056 |

I tempi migliori nelle prove libere di sabato mattina furono i seguenti:
| Pos | Nº | Pilota             | Costruttore       | Tempo    |
| --- | -- | ------------------ | ----------------- | -------- |
| 1   | 2  | Rubens Barrichello | Ferrari           | 1'22"819 |
| 2   | 4  | Ralf Schumacher    | Williams - BMW    | 1'22"897 |
| 3   | 14 | Mark Webber        | Jaguar - Cosworth | 1'22"958 |

## Qualifiche

### Resoconto
Michael Schumacher conquistò la seconda pole position stagionale, battendo il fratello Ralf di appena quattordici millesimi. Il pilota tedesco della Ferrari era stato il più veloce già venerdì, ripetendosi sabato nonostante un peggioramento di circa 1"7 per via del carburante a bordo. Barrichello si piazzò in terza posizione, davanti a Montoya ed al sorprendente Webber, già molto veloce nella sessione di venerdì. Il leader della classifica iridata Räikkönen ottenne il sesto tempo, davanti a Villeneuve, Alonso, Button e Panis.
Risultò piuttosto in difficoltà Coulthard, solo dodicesimo, mentre Trulli non andò oltre il sedicesimo posto in griglia a causa di un calo di potenza del motore. In difficoltà anche le Jordan, relegate nelle ultime file dello schieramento.

### Risultati
| Pos | No | Pilota                | Team               | Pneumatici | Venerdì  | Sabato      | Distacco |
| --- | -- | --------------------- | ------------------ | ---------- | -------- | ----------- | -------- |
| 1   | 1  | Michael Schumacher    | Ferrari            | B          | 1'20"628 | 1'22"327    |          |
| 2   | 4  | Ralf Schumacher       | Williams - BMW     | M          | 1'21"193 | 1'22"341    | +0"014   |
| 3   | 2  | Rubens Barrichello    | Ferrari            | B          | 1'21"082 | 1'22"557    | +0"230   |
| 4   | 3  | Juan Pablo Montoya    | Williams - BMW     | M          | 1'21"490 | 1'22"789    | +0"462   |
| 5   | 14 | Mark Webber           | Jaguar - Cosworth  | M          | 1'21"669 | 1'23"015    | +0"688   |
| 6   | 6  | Kimi Räikkönen        | McLaren - Mercedes | M          | 1'22"147 | 1'23"148    | +0"821   |
| 7   | 16 | Jacques Villeneuve    | BAR - Honda        | B          | 1'21"926 | 1'23"160    | +0"833   |
| 8   | 8  | Fernando Alonso       | Renault            | M          | 1'22"809 | 1'23"169    | +0"842   |
| 9   | 17 | Jenson Button         | BAR - Honda        | B          | 1'21"891 | 1'23"381    | +1"054   |
| 10  | 20 | Olivier Panis         | Toyota             | M          | 1'22"765 | 1'23"460    | +1"133   |
| 11  | 9  | Nick Heidfeld         | Sauber - Petronas  | B          | 1'22"911 | 1'23"700    | +1"373   |
| 12  | 4  | David Coulthard       | McLaren - Mercedes | M          | 1'22"326 | 1'23"818    | +1"491   |
| 13  | 21 | Cristiano da Matta    | Toyota             | M          | 1'24"854 | 1'23"838    | +1"511   |
| 14  | 10 | Heinz Harald Frentzen | Sauber - Petronas  | B          | 1'22"531 | 1'23"932    | +1"605   |
| 15  | 15 | Antônio Pizzonia      | Jaguar - Cosworth  | M          | 1'22"919 | 1'24"147    | +1"820   |
| 16  | 7  | Jarno Trulli          | Renault            | M          | 1'23"100 | 1'24"190    | +1"863   |
| 17  | 11 | Giancarlo Fisichella  | Jordan - Ford      | B          | 1'22"724 | 1'24"317    | +1"990   |
| 18  | 18 | Justin Wilson         | Minardi - Cosworth | B          | 1'25"195 | 1'25"826    | +3"499   |
| 19  | 12 | Ralph Firman          | Jordan - Ford      | B          | 1'24"360 | 1'26"357    | +4"030   |
| 20  | 19 | Jos Verstappen        | Minardi - Cosworth | B          | 1'24"990 | Senza tempo | -        |

## Gara

### Resoconto
Al via Ralf Schumacher scattò meglio del fratello, portandosi in testa alla prima curva. Alle loro spalle Webber perse diverse posizioni a causa di un problema con il sistema automatico di partenza e Räikkönen ed Alonso ne approfittarono per portarsi in quinta e sesta posizione. In testa alla corsa Michael Schumacher era nettamente più veloce del fratello, ma non riuscì a superarlo fino al rifornimento di quest'ultimo, nel corso del 16º passaggio. Nel ripartire, Ralf ebbe un'esitazione che gli costò parecchio tempo. Un giro dopo effettuarono il loro pit stop anche Barrichello e Montoya, che rientrarono in pista in quest'ordine.
Nella tornata successiva si fermò ai box anche Michael Schumacher. Passarono così in testa le due McLaren di Räikkönen e Coulthard, partiti con una strategia sulle due soste contro le tre dei principali avversari. Quando anche questi due rifornirono, rispettivamente nel corso del 21º e del 22º passaggio, Michael Schumacher passò a condurre davanti a Ralf Schumacher, Barrichello, Räikkönen, Montoya, Coulthard ed Alonso.
Non accadde praticamente niente fino alla seconda serie di pit stop, aperta da Montoya al 30º giro. Il colombiano ebbe però un problema con il sistema di rifornimento, che lo obbligò ad un altro pit stop due tornate più tardi. Barrichello, nonostante fosse più veloce in pista, non riuscì a sopravanzare Ralf Schumacher in occasione della sosta. Tra loro e Michael Schumacher, in testa con un buon margine, si inserì Räikkönen, che rifornì per la seconda ed ultima volta nel corso del 44º giro, tornando in pista davanti al compagno di squadra e alle spalle dei fratelli Schumacher e di Barrichello.
La terza serie di pit stop fu inaugurata al 48º giro da Ralf Schumacher, che rientrò in pista dietro a Räikkönen. Tre passaggi più tardi rifornì per la terza volta anche Barrichello, che però perse tempo per un problema con un dado ruota e tornò in pista in quarta posizione, dietro Michael Schumacher, Räikkönen e Ralf Schumacher e davanti a Coulthard, Alonso e Montoya. Barrichello era però nettamente più veloce di Ralf Schumacher e nel corso del 52º passaggio lo sopravanzò alla Tosa.
Michael Schumacher tagliò il traguardo in prima posizione; dietro al pilota tedesco chiusero Räikkönen, che rafforzò la sua prima posizione in campionato, Barrichello, Ralf Schumacher, Coulthard, Alonso, Montoya e Button, a punti grazie ad una strategia sulle due soste.
Nonostante la morte della madre (avvenuta nella notte prima della corsa) e nonostante avesse avuto la facoltà di non salire sul podio per tale lutto, Schumacher si fece forza prendendo parte alla cerimonia, senza però chiaramente festeggiare la vittoria; al suo posto, Jean Todt prese parte poco dopo alle interviste a fianco di Räikkönen e Barrichello.

### Risultati
| Pos      | No | Pilota                | Team               | Pneumatici | Giri | Tempo Ritiro                  | Partenza | Punti |
| -------- | -- | --------------------- | ------------------ | ---------- | ---- | ----------------------------- | -------- | ----- |
| 1        | 1  | Michael Schumacher    | Ferrari            | B          | 62   | 1h28'12"058                   | 1        | 10    |
| 2        | 6  | Kimi Räikkönen        | McLaren - Mercedes | M          | 62   | +1"882                        | 6        | 8     |
| 3        | 2  | Rubens Barrichello    | Ferrari            | B          | 62   | +2"291                        | 3        | 6     |
| 4        | 4  | Ralf Schumacher       | Williams - BMW     | M          | 62   | +8"803                        | 2        | 5     |
| 5        | 5  | David Coulthard       | McLaren - Mercedes | M          | 62   | +9"411                        | 12       | 4     |
| 6        | 8  | Fernando Alonso       | Renault            | M          | 62   | +43"689                       | 8        | 3     |
| 7        | 3  | Juan Pablo Montoya    | Williams - BMW     | M          | 62   | +45"271                       | 4        | 2     |
| 8        | 17 | Jenson Button         | BAR - Honda        | B          | 61   | +1 giro                       | 9        | 1     |
| 9        | 20 | Olivier Panis         | Toyota             | M          | 61   | +1 giro                       | 10       |       |
| 10       | 9  | Nick Heidfeld         | Sauber - Petronas  | B          | 61   | +1 giro                       | 11       |       |
| 11       | 10 | Heinz-Harald Frentzen | Sauber - Petronas  | B          | 61   | +1 giro                       | 14       |       |
| 12       | 21 | Cristiano da Matta    | Toyota             | M          | 61   | +1 giro                       | 13       |       |
| 13       | 7  | Jarno Trulli          | Renault            | M          | 61   | +1 giro                       | 16       |       |
| 14       | 15 | Antônio Pizzonia      | Jaguar - Cosworth  | M          | 60   | +2 giri                       | 15       |       |
| 15       | 11 | Giancarlo Fisichella  | Jordan - Ford      | B          | 57   | +5 giri                       | 17       |       |
| Ritirato | 14 | Mark Webber           | Jaguar - Cosworth  | M          | 54   | Semiasse (15°)                | 5        |       |
| Ritirato | 12 | Ralph Firman          | Jordan - Ford      | B          | 51   | Motore (16°)                  | 19       |       |
| Ritirato | 19 | Jos Verstappen        | Minardi - Cosworth | B          | 38   | Elettronica (17°)             | 20       |       |
| Ritirato | 18 | Justin Wilson         | Minardi - Cosworth | B          | 23   | Sistema di rifornimento (18°) | 18       |       |
| Ritirato | 16 | Jacques Villeneuve    | BAR - Honda        | B          | 19   | Motore (13°)                  | 7        |       |

## Classifiche dopo il GP

### Piloti
| Pos. | Pilota                | Punti |
| ---- | --------------------- | ----- |
| 1    | Kimi Räikkönen        | 32    |
| 2    | David Coulthard       | 19    |
| 3    | Michael Schumacher    | 18    |
| 4    | Fernando Alonso       | 17    |
| 5    | Rubens Barrichello    | 14    |
| 6    | Ralf Schumacher       | 13    |
| 7    | Giancarlo Fisichella  | 10    |
| 7    | Juan Pablo Montoya    | 10    |
| 9    | Jarno Trulli          | 9     |
| 10   | Heinz-Harald Frentzen | 7     |
| 11   | Jacques Villeneuve    | 3     |
| 11   | Jenson Button         | 3     |
| 13   | Nick Heidfeld         | 1     |

### Costruttori
| Pos. | Team               | Punti |
| ---- | ------------------ | ----- |
| 1    | McLaren - Mercedes | 51    |
| 2    | Ferrari            | 32    |
| 3    | Renault            | 26    |
| 4    | Williams - BMW     | 23    |
| 5    | Jordan - Ford      | 10    |
| 6    | Sauber - Petronas  | 8     |
| 7    | BAR - Honda        | 6     |